# Ed Bruneteau
Edward Ernest H. Bruneteau, meglio noto come Ed o Eddie (Saint Boniface, 1º agosto 1919 – Omaha, 30 luglio 2002), è stato un hockeista su ghiaccio e allenatore di hockey su ghiaccio canadese.
Fratello minore di Mud Bruneteau, con la maglia dei Detroit Red Wings ha giocato al fianco del fratello, che è poi stato suo allenatore agli Omaha Knights e ai Milwaukee Chiefs.
Ed Bruneteau è nonno di un altro hockeista, Nick Bruneteau.